# Villegats, Eure
Villegats là một xã thuộc tỉnh Eure trong vùng Normandie miền bắc nước Pháp.